# Karl Freund
Karl Freund, född 16 januari 1890, död 3 maj 1969, var en tysk-amerikansk filmfotograf och regissör. 
Under stumfilmstiden arbetade han som fotograf på tyska filmer som Sista skrattet (regi: F.W. Murnau, 1924) och Metropolis (Fritz Lang, 1927). 1929 flyttade han till USA och fotograferade bland annat Mysteriet Dracula (Tod Browning, 1931) innan han regisserade Mumien vaknar (1932). Därefter regisserade han ett fåtal filmer, bland annat Mad Love (1935). Därefter fortsatte han som filmfotograf i bland annat Stormvarning utfärdad (John Huston, 1948). På 1950-talet övertalades han av Desi Arnaz att bli fotograf på tv-serien I Love Lucy.
Han Oscarbelönades 1938 i kategorin bästa foto för filmen Den goda jorden (1937) och tilldelades även Oscarakademins "Technical Achievement Award" 1955.